# Hiena (rodzaj ssaków)
Hiena (Hyaena) – rodzaj ssaków z podrodziny hien (Hyaeninae) w obrębie rodziny hienowatych (Hyaenidae).

## Występowanie
Rodzaj obejmuje jeden żyjący współcześnie gatunek występujący w zachodniej, północnej i wschodniej Afryce i południowo-zachodniej Azji.

## Morfologia
Długość ciała 100–115 cm, długość ogona 30–40 cm; masa ciała 26–41 kg.

## Systematyka
Rodzaj zdefiniował w 1762 roku francuski zoolog Mathurin Jacques Brisson w publikacji swojego autorstwa dotyczącej systematyki królestwa zwierząt. Brisson w oryginalnym opisie nie wskazał gatunku typowego; w ramach późniejszego oznaczenia w 1998 roku Międzynarodowa Komisja Nomenklatury Zoologicznej na gatunek typowy wyznaczyła hienę pręgowaną (H. hyaena).

### Etymologia
- Hyaena (Hyena, Hiæna): gr. υαινα uaina ‘hiena’; nazwa nadana z powodu szczeciniastej grzywy u hieny pręgowanej, podobnej do świńskiej (υς us ‘wieprz’; żeński przyrostek αινα aina)[11].
- Euhyaena: ευ eu ‘całkiem, typowy’; rodzaj Hyaena Brisson, 1762[12]. Gatunek typowy (oznaczenie monotypowe): Hyaena striata Zimmermann, 1777 (= Canis hyaena Linnaeus, 1758).

### Podział systematyczny
Część ujęć systematycznych umieszcza Parahyaena brunnea w rodzaju Hyaena; tutaj klasyfikacja z jednym żyjącym współcześnie gatunkiem za Mammal Diversity Database i All the Mammals of the World (2023):
- Hyaena hyaena (Linnaeus, 1758) – hiena pręgowana

Opisano również gatunek wymarły z miocenu dzisiejszej Gruzji:
- Hyaena eldarica Bogachev, 1937